# Gorazd Škof
Gorazd Škof, né le 11 juillet 1977 à Novo mesto en Yougoslavie (aujourd'hui en Slovénie), est un joueur international slovène de handball. Il joue au poste de gardien de but.

## Biographie
Gorazd Škof commence sa carrière en Slovénie au RK Brežice. Après être passé par deux autres clubs slovènes, il rejoint les deux principaux clubs slovènes, tout d'abord le RK Gorenje Velenje puis, en 2004, le RK Celje, qui vient juste de remporter la ligue des champions. Il y passe 4 saisons et remporte 4 titres de champions de Slovénie et 2 coupes de Slovénie. Il passe ensuite 3 saisons en Croatie au RK Zagreb, remportant 3 titres de champions de Croatie et 2 coupes de Croatie. En 2011, il retourne en Slovénie au RK Cimos Koper, qui vient d'obtenir son premier titre de champion. En mars 2013, le club slovène ayant assuré sa 4e place, qualificative pour la coupe EHF, tout en étant trop loin des places qualificatives pour la Ligue des Champions, Gorazd Škof est libéré par son club et s'engage pour 3 mois à l'US Créteil en tant que joker médical pour pallier la blessure de longue durée d'Arnaud Tabarand. Il découvre ainsi le championnat de France un peu plus tôt que prévu, ayant signé en février 2013 pour les 2 saisons suivantes au Handball Club de Nantes.
En 2016, non prolongé par Nantes, il signe un contrat d'une saison pour le Paris Saint-Germain pour être la doublure de Thierry Omeyer et en attendant l'arrivée de l'Espagnol Rodrigo Corrales qui a signé à compter de l'été 2017.
En 2017, il prend la direction de l'Allemagne et du HC Erlangen pour deux saisons. En novembre 2019, après avoir débuté la saison à Ferlach en Autriche (près de la frontière slovène), il rejoint le TSG Friesenheim en tant que joker médical.
Il compte 188 sélections en équipe nationale de Slovénie, avec laquelle il a notamment remporté la médaille d'argent au Championnat d'Europe 2004 en Slovénie et atteint la 4e place au Championnat du monde 2013 en Espagne.

## Palmarès

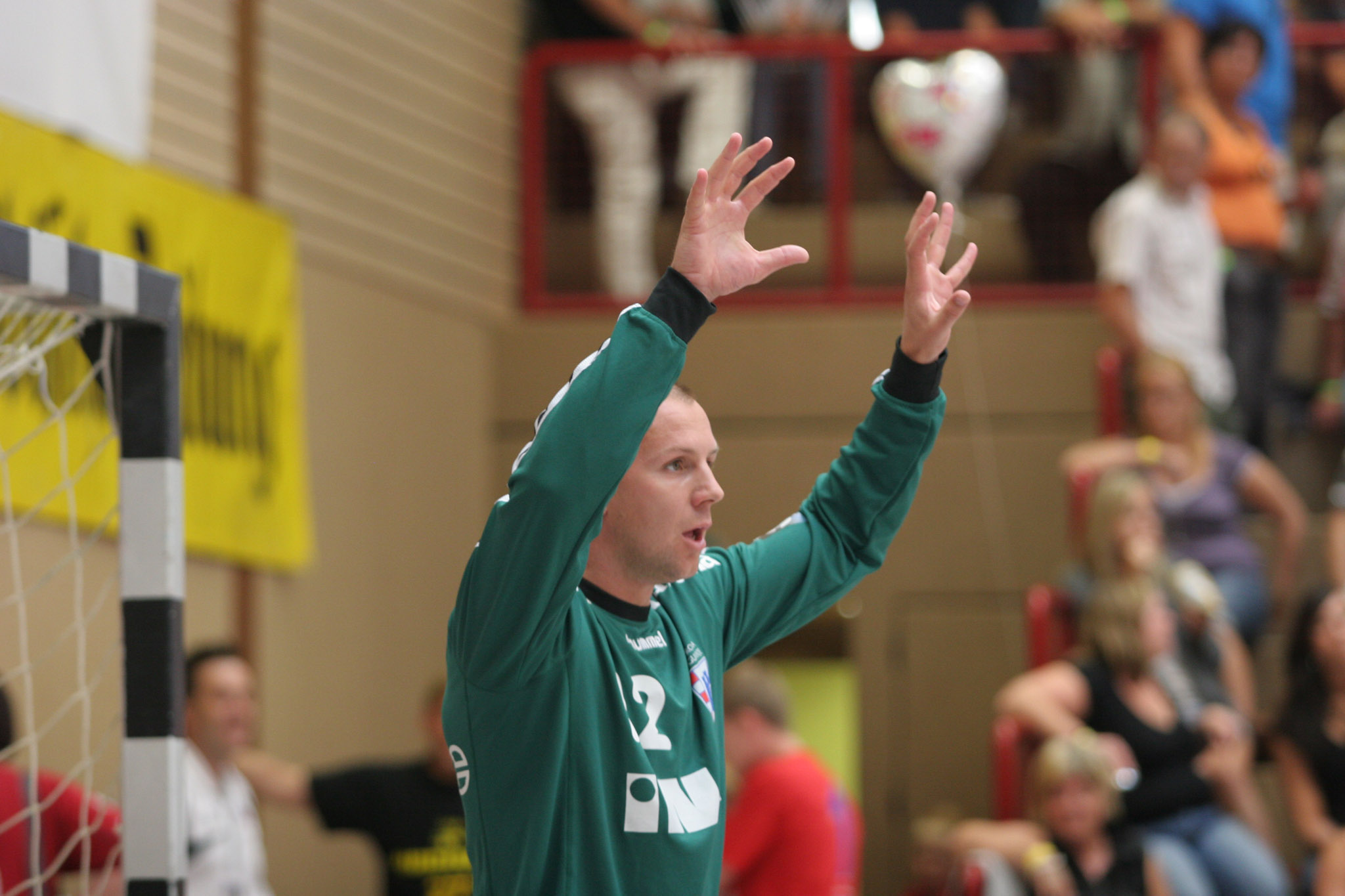
Gorazd Škof avec Zagreb en 2009.

### En club
Compétitions internationales
- Finaliste de la Ligue des champions (1) : 2017

Compétitions nationales
- Vainqueur du Championnat de Slovénie (4) : 2005, 2006, 2007, 2008
- Vainqueur de la Coupe de Slovénie (3) : 2003, 2006, 2007
- Vainqueur du Championnat de Croatie (3) : 2009, 2010, 2011
- Vainqueur de la Coupe de Croatie (2) : 2009, 2010
- Vainqueur de la Coupe de la Ligue (1) : 2015, 2017
- Vainqueur du Championnat de France (1) : 2017
- Vainqueur de la Coupe de France (1) : 2003, 2006, 2007

### En équipe nationale
- médaille d'argent au Championnat d'Europe 2004 en Slovénie
- 4e place au Championnat du monde 2013 en Espagne
- 8e place au Championnat du monde 2015 au Qatar
- 14e place au Championnat d'Europe 2016 en Pologne
- 6e place aux Jeux olympiques de 2016 à Rio de Janeiro